# Tumult cmentarny
Tumult cmentarny – wydarzenia w Krakowie w 1575 r. wywołane przez katolików, głównie studentów Akademii Krakowskiej oraz plebs krakowski, wymierzone w ludność ewangelicką.

## Geneza
Po odbudowaniu zdewastowanej w dniach 10–12 października 1574 r. ewangelickiej świątyni w Krakowie w następnym roku studenci oraz plebs miejski planowali kolejną napaść. Do próby tumultu antydysydenckiego doszło w Krakowie 12 maja 1575 r., została ona jednakże zażegnana. Przez cztery następne tygodnie wokół odnowionego już kościoła ewangelickiego stała straż zamkowa uniemożliwiając napaść.

## Przebieg
W dniu 24 czerwca 1575 r. doszło do próby kolejnego napadu na kościół i szkołę ewangelicką w Krakowie na ulicy św. Jana. Został on odparty, ale sfanatyzowany tłum skierował się na położony na przedmieściu Wesoła cmentarz protestancki. Uczestnicy zajść, jak podaje kronikarz:

(…) złość swoje wywarli na ogród pogrzebowy i na umarłych tamże w Panu odpoczywających, gdzie grobu jmp. Stanisława Myszkowskiego, wojewody krakowskiego, przed kilką lat pochowanego dobyli, inszych zacnych ludzi ciała z grobów wywłóczyli, nogami wzgórę stawiali, rozlicznie lżyli i sromoczyli

Napastnicy nie tylko porozwalali groby, ale również zniszczyli ogrodzenie cmentarza. Relację z zajść przekazują: list Krzysztofa Trecego do Jozjasza Simlera z 15 lipca 1575 r. oraz siedemnastowieczne przekazy Andrzeja Węgierskiego i Wojciecha Węgierskiego (te ostatnie mylnie podają datę wydarzenia 16 czerwca). Tumult cmentarny w 1575 r. stanowił pierwszy z całego szeregu napadów młodzieży katolickiej i plebsu Krakowa na cmentarze i kondukty pogrzebowe ewangelików, połączone nierzadko z profanacją zwłok. Był wyrazem nietolerancji religijnej w epoce kontrreformacji.